# سدریک فور
سدریک فور (انگلیسی: Cédric Fauré؛ زادهٔ ۱۴ فوریهٔ ۱۹۷۹) بازیکن فوتبال سابق اهل فرانسه است که در پست مهاجم بازی می‌کرد. او مدیر باشگاه بلژیکی یونیون نامور است.
از باشگاه‌هایی که در آن بازی کرده‌است می‌توان به باشگاه فوتبال گنگام، باشگاه فوتبال استاد رنس، باشگاه فوتبال رویال شارلوا، باشگاه فوتبال لو آور، باشگاه فوتبال لو مان، باشگاه فوتبال رویال یونیون سنت ژیل، باشگاه فوتبال رویال آنتورپ، و باشگاه فوتبال تولوز اشاره کرد.